# Thymus (биљка)
{{Automatic taxobox
| name = Thymus sp.
| image = Thymus vulgaris - Köhler–s Medizinal-Pflanzen-271.jpg
| image_width = 250п
| image_caption = Тимијан (Thymus vulgaris), типичан представник врсте - ботаничка илустрација
| taxon = Thymus (plant)
| authority = L.
| type_species = Thymus vulgaris
| type_species_authority = L.
|synonyms_ref=
|synonyms=
- Mastichina Mill.
- Serpyllum Mill.
- Cephalotos Adans.

| subdivision_ranks = Врсте
| subdivision = Око 350 врста:

-{
- Thymus adamovicii
- Thymus bracteosus
- Thymus broussonetii
- Thymus caespititius
- Thymus camphoratus
- Thymus capitatus
- Thymus capitellatus
- Thymus carnosus
- Thymus cephalotus
- Thymus cherlerioides
- Thymus ciliatus
- Thymus cilicicus
- Thymus cimicinus
- Thymus comosus
- Thymus comptus
- Thymus doerfleri
- Thymus glabrescens
- Thymus herba-barona
- Thymus hirsutus
- Thymus hyemalis
- Thymus integer
- Thymus lanuginosus
- Thymus leucotrichus
- Thymus longicaulis
- Thymus longiflorus
- Thymus mastichina
- Thymus membranaceus
- Thymus montanus
- Thymus nummularis
- Thymus odoratissimus
- Thymus pallasianus
- Thymus pannonicus
- Thymus praecox
- Thymus pseudolanuginosus
- Thymus pulegioides
- Thymus quinquecostatus
- Thymus richardii
- Thymus serpyllum
- Thymus striatus
- Thymus thracicus
- Thymus villosus
- Thymus vulgaris
- Thymus zygis}-

}}

Thymus је род вишегодишњих зељастих биљака и полужбунова из породице уснатица -Lamiaceae}-. Род обухвата око 350 врста које су међусобно веома сличне, мада многи ботаничари сматрају да већину ових врста треба заправо третирати као подврсте таксона Thymus serpyllum L. (мајчина душица). Све врсте овог рода су ароматичне, али су најпознатије и најчешће коришћене тимијан (T. vulgaris), који се у британској литератури назива баштенски тимијан (Garden thyme) и мајкина душица (T. serpyllum) коју називају још и мајком тимијана (Mother of thyme). Научно име рода потиче од грчког имена за тамјан - thymos.

## Историја
У античкој Грчкој тимијан су сматрали симболом храбрости, елеганције и стила. Стављали су га у воду за купање или наносили на тело као средство за јачање и окрепљење. Свежњеве тимијана су палили на јавним местима и пред храмовима. Римљани су открили да је веома добар зачин у јелима. У време Крсташких ратова даме су китиле стручком тимијана ране својих ратника, као знак јунаштва. У средњем веку приписивано му је својство да олакшава варење, зауставља штуцање и помаже против уједа отровних звери. Давали су га и као лек против ноћних мора.

## Распрострањеност и услови станишта
Врсте рода Thymus распрострањене су широм северне хемисфере, у Африци, Европи и Азији. У Србији се самоникле могу наћи врсте T. serpyllum (мајкина душица), T. glabrescens, T. jankae, T. malyi, T. marschallianus, T. pannonicus и T. striatus. У Европи расту још и врсте T. vulgaris (тимијан), затим T. azoricus, T. doerfleri, T. pseudolanginosus, T. pallaseianus, T. pulegioides и T. nitidus.
Мајкина душица (T. serpyllum) расте на песковитим теренима, док T. glabrescens насељава осунчане ливаде на топлим стаништима. T. jankae и T. pulegioides могу се наћи по камењарима, ретким шумама и шикарима у планинском појасу. У околини Пећи, Ниша и Пирота расте T. striatus, а на ливадама, камењарима и поред путева на Фрушкој гори, у Делиблатској пешчари T. marschallianus. У Војводини и спорадично у источној и југоисточној Србији среће се врста T. pannonicus.
У Србији се успешно могу гајити тимијан и мајкина душица. Тимијан и његови хибриди гаје се често, док се мајкина душица гаји ређе, обзиром да је широко распрострањена самоникла врста, те се чешће сакупља из природе.

## Опис рода
Врсте рода Thymus су вишегодишње зељасте трајнице (попут мајкине душице) или ниски полужбунови, одрвенели у доњем делу (попут тимијана). Одликују се четвороугластом стабљиком. Цветне гранчице су углавном маљаве. Листови су ситни, чврсти, наизменично наспрамни, голи или маљави. Цветови су на петељци, цевасти или звонасти, формирани од пет цветних латица срасло је у цев, која је на крају раздељена на две усне. Скупљени су у лажне класасте цвасти, округласте или издужене, на врху цветних грана или у пазусима листова. Цветају током лета. Плод је мерикарпијум, састављен од четири коморе у којима се налази по једно семе. Семе је ситно, округласто, смеђе боје.

## Употреба и састав
Врсте овога рода богате су етарским уљима. Од давнина налазе примену у кулинарству, народној медицини, као и за екстракцију етарског уља. Због знатног садржаја фенолских састојака (тимол и карвакрол), етарско уље тимијана и мајкине душице су добри антисептици, па се користе за израду козметичких препарата, а имају и спазмолитичко дејство.

### Кулинарство
Све врсте рода Thymus имају сличну употребу у кулинарству. Баштенски тимијан и хибриди имају јачу и деликатнију арому од групе којој припада мајкина душица. Идеално се комбинују са белим луком, парадајзом, маслинама и вином, па представља добру подлогу за медитеранску кухињу.

### Народна медицина
У народној медицини врсте овог рода користе се за отапање и лакше излучивање слузи, за смирење, код болести желуца и др. Антисептични и антибактеријски ефекат тимола (Thymolum) према многим микроорганизмима је око 30 пута јачи, а четири пута мање токсичан од фенола, односне карболне киселине (Phenolum или Ancidu carbolicum). Уз то, тимол је јак фунгицид. Због пријатног мириса и укуса, употребљава се у водама за уста и пастама за зубе, у облику 5%ног алкохолног раствора за дезинфекцију коже и локално лечење гљивичних обољења, за конзервисање урина у клиничким лабораторијама, итд.

### Екстракција етарског уља
Етарско уље добија се дестилацијом помоћу водене паре из свежег тимијана, прикупљеног на почетку цветања (Thymi herba). Из мајкине душице (Serpylli herba) и других тимијана (Thymi glabrescens herba) добија се знатно мање етарског уља сличног састава.
- Тимијан - Thymus vulgaris
- Мајкина душица - Thymus serpyllum
- Thymus marschallianus
- Thymus doerfleri
- Thymus pulegioides